# Коте де Пабло
Марија Хозе де Пабло Фернандез (енгл. María José de Pablo Fernández; Сантијаго, 12. новембар 1979) познатија под уметничким именом Коте де Пабло чилеанска је филмска, позоришна и телевизијска глумица.
Де Паблова је најпознатија по улози посебне агенткиње Зиве Давид у серији Морнарички истражитељи.